# Lista de clubes por número de jogadores seus que se tornaram campeões mundiais

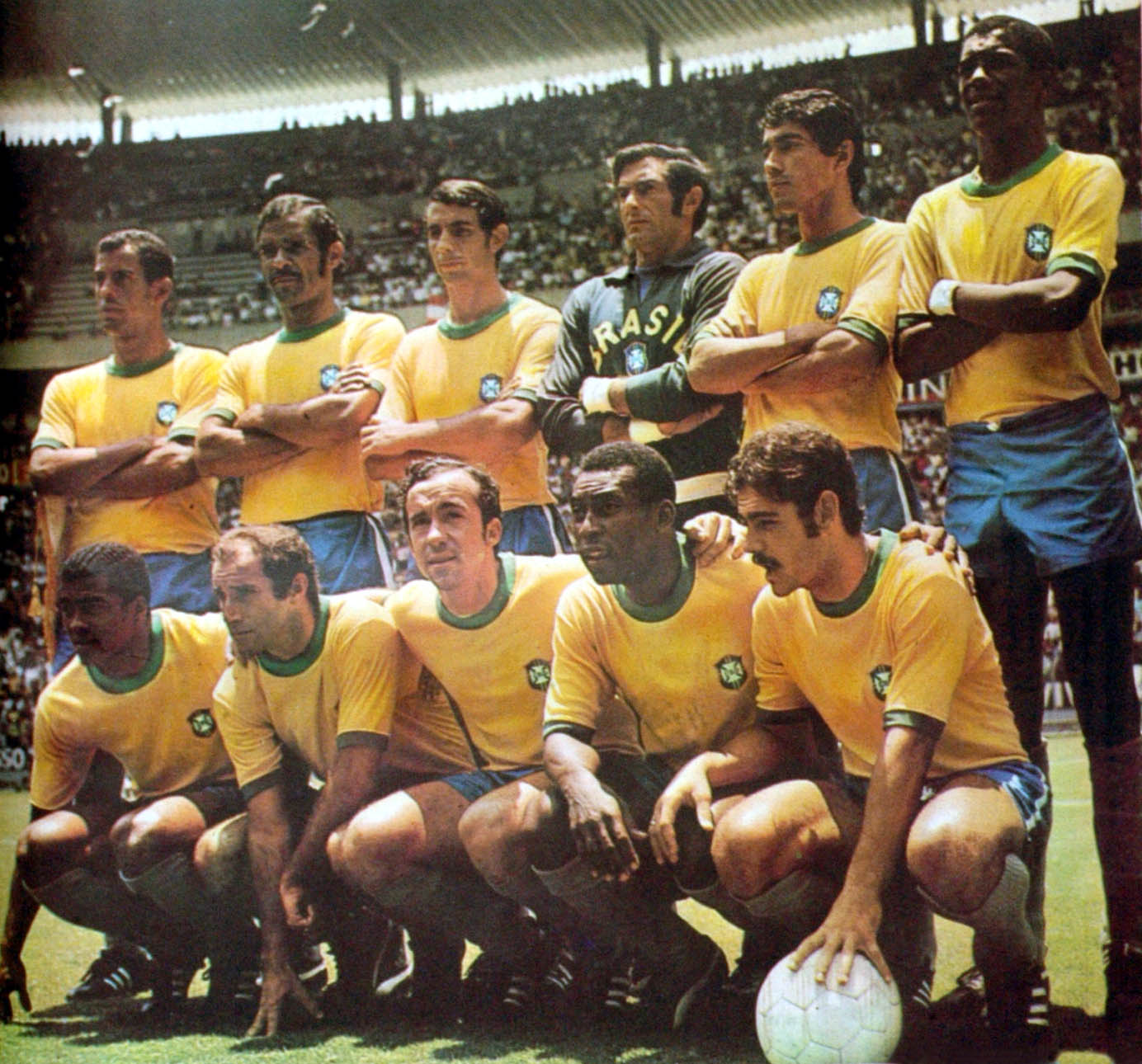
A Seleção Brasileira antes do jogo contra o Peru (Copa do Mundo FIFA de 1970). Os mesmos jogadores atuariam na decisão, contra a Itália. Em pé, da esquerda para a direita: Carlos Alberto, Brito, Piazza, Félix, Clodoaldo e Everaldo; agachados: Jairzinho, Gérson, Tostão, Pelé e Rivellino.

Este classificação inclui os clubes que tiveram jogadores na sua equipe (sob contrato) quando se formaram Campeões Mundiais com suas respectivas seleções nacionais, vencendo a Copa do Mundo FIFA. O site da UEFA, no entanto, esquece 13 campeões mundiais do São Paulo e outros jogadores.  A esta tabela devem ser adicionados os campeões olímpicos de 1924 e 1928.

## Tabela para clube
| Clube                            | Federação  | N° futbolistas campeões |
| -------------------------------- | ---------- | ----------------------- |
| Juventus                         | Itália     | 25                      |
| Bayern München                   | Alemanha   | 24                      |
| Internazionale                   | Itália     | 19                      |
| Roma                             | Itália     | 15                      |
| Peñarol                          | Uruguai    | 14                      |
| Nacional Montevideo              | Uruguai    | 13                      |
| São Paulo                        | Brasil     | 13                      |
| Barcelona                        | Espanha    | 11                      |
| Real Madrid                      | Espanha    | 11                      |
| Santos                           | Brasil     | 11                      |
| Botafogo                         | Brasil     | 10                      |
| Milan                            | Itália     | 10                      |
| Köln                             | Alemanha   | 9                       |
| Palmeiras                        | Brasil     | 9                       |
| Corinthians                      | Brasil     | 8                       |
| River Plate                      | Argentina  | 8                       |
| Borussia Dortmund                | Alemanha   | 7                       |
| Flamengo                         | Brasil     | 7                       |
| Fluminense                       | Brasil     | 7                       |
| Independiente                    | Argentina  | 7                       |
| Arsenal                          | Inglaterra | 6                       |
| Borussia Monchengladbach         | Alemanha   | 5                       |
| Chelsea                          | Inglaterra | 5                       |
| Cruzeiro                         | Brasil     | 5                       |
| Fiorentina                       | Itália     | 5                       |
| Kaiserslautern                   | Alemanha   | 5                       |
| Liverpool                        | Inglaterra | 5                       |
| Olympique Marseille              | França     | 5                       |
| Monaco                           | França     | 5                       |
| PSG                              | França     | 5                       |
| Schalke 04                       | Alemanha   | 5                       |
| Valencia                         | Espanha    | 5                       |
| Bologna                          | Itália     | 4                       |
| Eintracht Frankfurt              | Alemanha   | 4                       |
| Manchester United                | Inglaterra | 4                       |
| Palermo                          | Itália     | 4                       |
| Lazio                            | Itália     | 4                       |
| Vasco da Gama                    | Brasil     | 4                       |
| Portuguesa                       | Brasil     | 3                       |
| Bella Vista                      | Uruguai    | 3                       |
| Boca Juniors                     | Argentina  | 3                       |
| Atletico Cerro                   | Uruguai    | 3                       |
| Fluminense                       | Brasil     | 3                       |
| Gremio                           | Brasil     | 3                       |
| Stuttgart                        | Alemanha   | 3                       |
| Talleres                         | Argentina  | 3                       |
| West Ham                         | Inglaterra | 3                       |
| Hamburger                        | Alemanha   | 2                       |
| Bayer Leverkusen                 | Alemanha   | 2                       |
| Athletic Bilbao                  | Espanha    | 2                       |
| Atletico Madrid                  | Espanha    | 2                       |
| Argentinos Juniors               | Argentina  | 2                       |
| Deportivo La Coruña              | Espanha    | 2                       |
| Danubio                          | Uruguai    | 2                       |
| Huracán                          | Argentina  | 2                       |
| Leeds Utd                        | Inglaterra | 2                       |
| Montevideo Wanderers             | Uruguai    | 2                       |
| Napoli                           | Itália     | 2                       |
| Newell's                         | Argentina  | 2                       |
| Nürnberg                         | Alemanha   | 2                       |
| Olympique Lyonnais               | França     | 3                       |
| Parma                            | Itália     | 2                       |
| Racing Avellaneda                | Argentina  | 2                       |
| Rampla Juniors                   | Uruguai    | 2                       |
| Sampdoria                        | Itália     | 2                       |
| San Lorenzo                      | Argentina  | 2                       |
| Siviglia                         | Espanha    | 2                       |
| Tottenham                        | Inglaterra | 2                       |
| Triestina                        | Itália     | 2                       |
| Udinese                          | Itália     | 2                       |
| Werder Brema                     | Alemanha   | 2                       |
| América                          | México     | 1                       |
| Atletico Mineiro                 | Brasil     | 1                       |
| Atlético Nacional                | Colômbia   | 1                       |
| Atletico Paranaense              | Brasil     | 1                       |
| Auxerre                          | França     | 1                       |
| Bangu                            | Brasil     | 1                       |
| BC Augsburg                      | Alemanha   | 1                       |
| Betis                            | Espanha    | 1                       |
| Blackpool                        | Inglaterra | 1                       |
| Bordeaux                         | França     | 1                       |
| Cagliari                         | Itália     | 1                       |
| Central Espanol                  | Uruguai    | 1                       |
| Olimpia Football Club Montevideo | Uruguai    | 1                       |
| Elche                            | Espanha    | 1                       |
| Estudiantes                      | Argentina  | 1                       |
| Everton                          | Inglaterra | 1                       |
| Ferro Carril Oeste               | Argentina  | 1                       |
| FK Pirmasens                     | Alemanha   | 1                       |
| Fortuna Dusseldorf               | Alemanha   | 1                       |
| FSV Frankfurt                    | Alemanha   | 1                       |
| Freiburg                         | Alemanha   | 1                       |
| Fulham                           | Inglaterra | 1                       |
| Furth                            | Alemanha   | 1                       |
| Hannover 96                      | Alemanha   | 1                       |
| Kashima Antlers                  | Japão      | 1                       |
| KSV Hessen Kassel                | Alemanha   | 1                       |
| Manchester City                  | Inglaterra | 1                       |
| Metz                             | França     | 1                       |
| Middlesbrough                    | Inglaterra | 1                       |
| Miramar Misiones                 | Uruguai    | 1                       |
| Nantes                           | França     | 1                       |
| Lecce                            | Itália     | 1                       |
| Leicester City                   | Inglaterra | 1                       |
| Lucchese                         | Itália     | 1                       |
| Racing Montevideo                | Uruguai    | 1                       |
| Reggiana                         | Itália     | 1                       |
| Rot Weiss Essen                  | Alemanha   | 1                       |
| Sheffield Wednesday              | Inglaterra | 1                       |
| Shimizu S-Pulse                  | Japão      | 1                       |
| Southampton                      | Inglaterra | 1                       |
| Wolverhampton                    | Inglaterra | 1                       |

## Tabela para federação
| Federação  | N° futbolistas campeões |
| ---------- | ----------------------- |
| Itália     | 100                     |
| Brasil     | 82                      |
| Alemanha   | 79                      |
| Uruguai    | 43                      |
| Espanha    | 37                      |
| Inglaterra | 36                      |
| Argentina  | 33                      |
| França     | 21                      |
| Japão      | 2                       |
| Colômbia   | 1                       |
| México     | 1                       |